# Cristobal (Sänger)

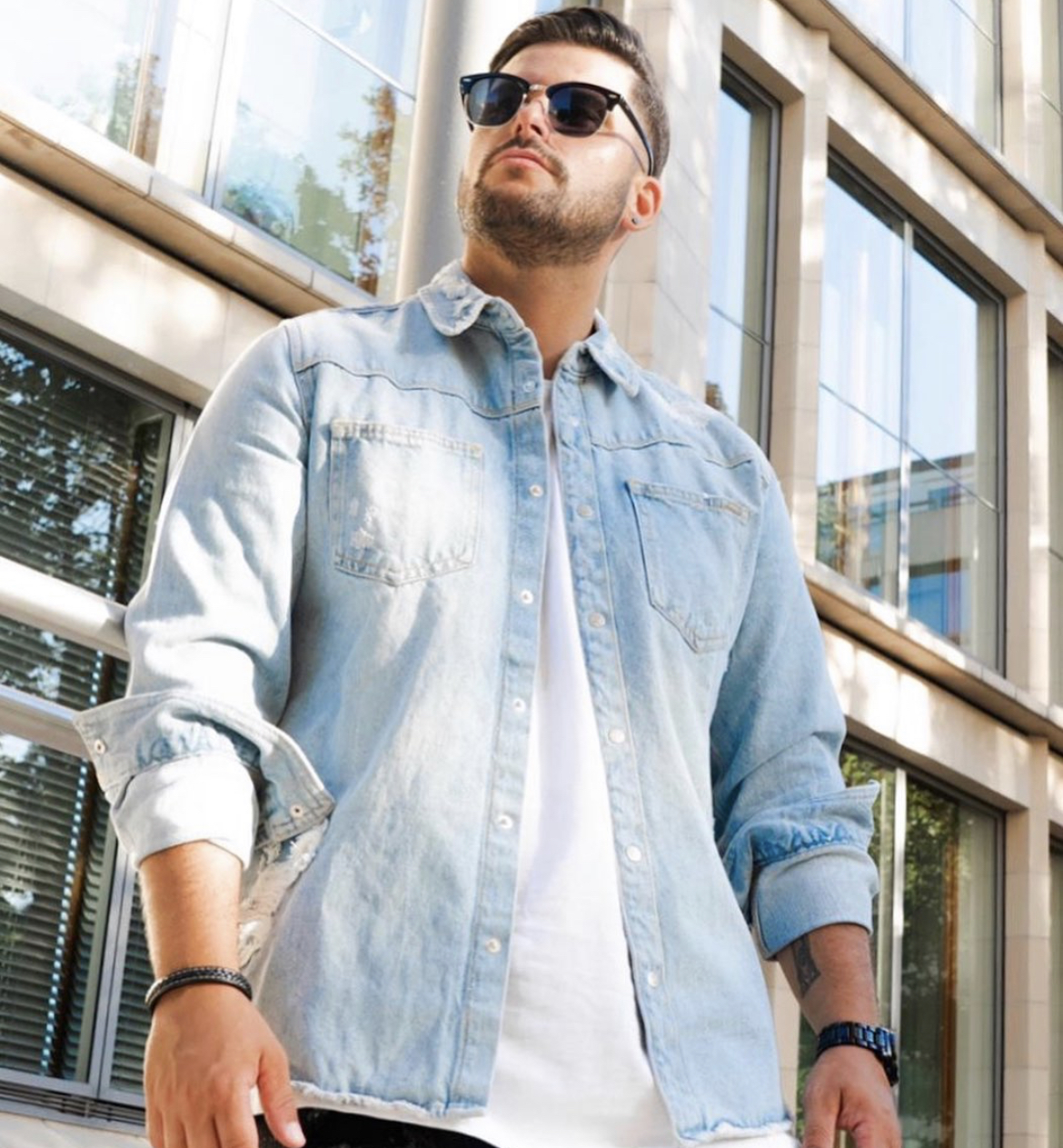
Cristóbal (2020)

Cristóbal (bürgerlich Cristóbal Gálvez Moreno; * 19. Mai 1987 in Offenbach) ist ein deutsch/spanischer Sänger und Songschreiber. 2007 wurde er bekannt als Mitglied der Band Room2012.

## Werdegang
Der Sohn spanischer Eltern begann mit 11 Jahren im Männerchor zu singen. An Instrumenten spielt Cristóbal Klavier und Gitarre. Bevor er sich 2007 bei der Castingshow Popstars bewarb, absolvierte er eine Ausbildung als Hotelfachmann. Für den Popstars-Sampler Allstars schrieb er den Titel Never Give Up, der auch als Maxi-Single mit den 12 Bandhaus-Kandidaten ausgekoppelt wurde. Die Single erreichte Platz 30 in den deutschen Single-Charts.  Im Finale der Castingshow wurde Cristóbal eines von vier Bandmitgliedern der Siegerband Room2012. Mit der Band veröffentlichte Cristóbal ein Top-10-Album und zwei Singles.
Als Solo-Künstler veröffentlichte er 2009 mit der Monrose-Sängerin Bahar Kizil die Single Memories.  2012 nahm er an der Talent-Gameshow The Winner Is … teil, wo er in der Kategorie „Professionals“ gegen seine ehemaligen Room2012-Kollegen Sascha Salvati und Tialda van Slogteren antrat und das Halbfinale erreichte.
2013 folgte mit LayZee von Mr. President die gemeinsame Single Tonight. 2018 erschien unter seinem Vornamen die spanische Single Loca, deren Einnahmen Cristóbal dem Bundesverband Kinderhospiz spendete. Mit dem Rapper Kay One veröffentlichte Cristóbal im August 2020 die deutsch-spanische Single Bachata und feierte damit seinen Comeback. Die Single war eine ganze Woche lang auf Platz 1 der iTunes-Charts und stieg auf Platz 40 der deutschen Single-Charts ein. Bachata hielt sich drei Wochen in den Top 100.

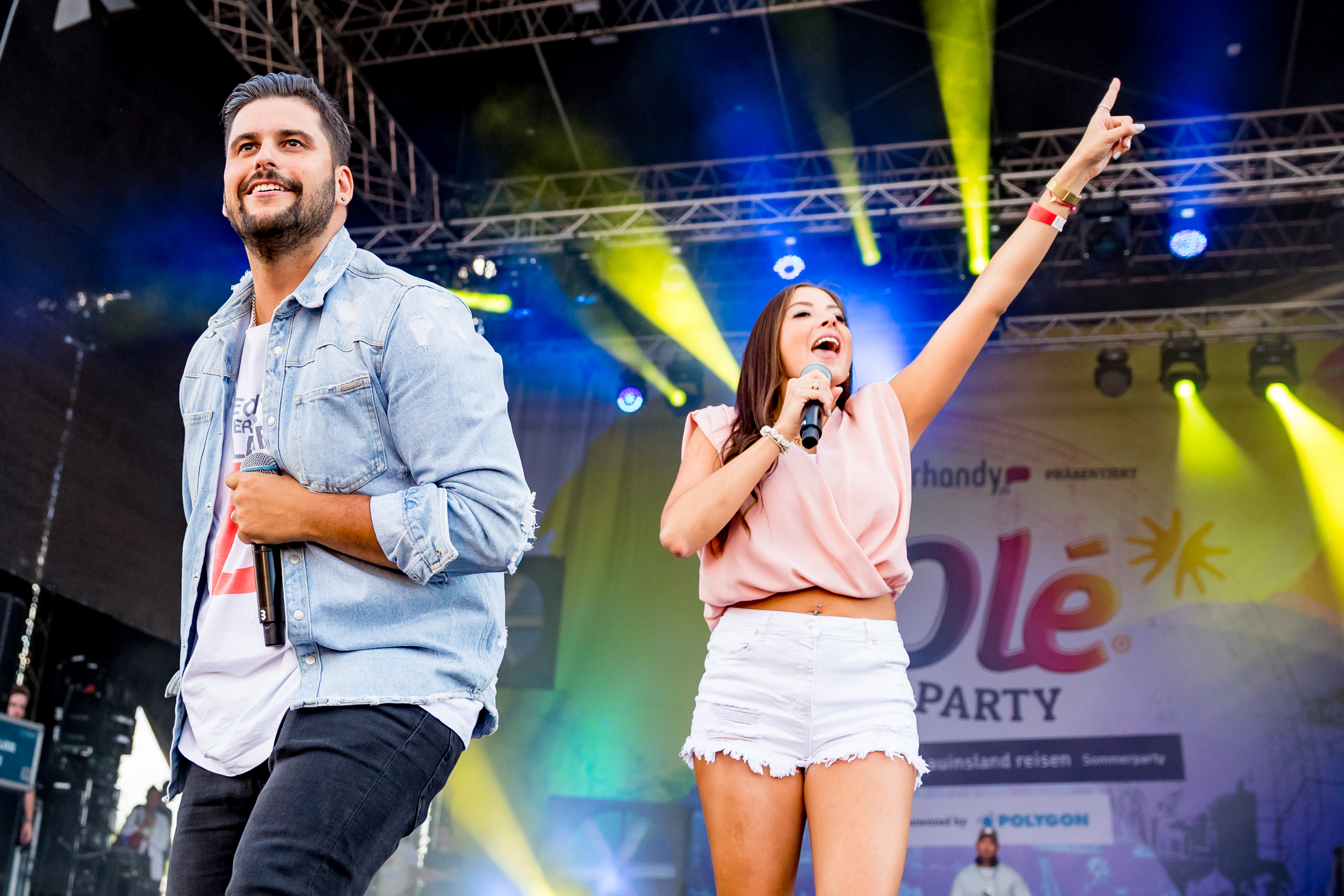
Pachanta (2022)

Seit Ende 2020 ist Cristóbal der männliche Leadsänger des Projekts Pachanta.  Die Gründung des Latin-Pop-Duos wurde vom TV-Sender RTL begleitet und der weibliche Part wurde mit Hilfe eines Onlinecastings auf Instagram gesucht. Zusammen mit dem Produzenten Stard Ova covert Panchanta bekannte 80er-Hits mit Reggaeton-Beats und Latino-Klängen.

## Diskografie
Für die Diskografie von Room2012, siehe Room2012#Diskografie.

### Singles
- 2009: Memories (mit Bahar)
- 2013: Tonight (mit LayZee)
- 2014: Light a Light (mit Kim Sanders & Marquardt Petersen)
- 2017: Pa Todo el Mundo
- 2018: Loca
- 2022: Miami

### Gastbeiträge
- 2007: Never Give Up (als Teil von Popstars on Stage)
- 2014: Lovestoned (Point Blank feat. Cristobal)
- 2020: Bachata (Kay One feat. Cristobal)
- 2024: Tú y yo (Kay One & Cristobal)

### MitPachanta
- 2021: Cruel Summer (Original: Bananarama)
- 2021: Wicked Game (Original: Chris Isaak)
- 2022: Right Here Waiting (Original: Richard Marx)
- 2022: Girl You Know It’s True (Original: Milli Vanilli)
- 2022: It Must Have Been Love (Original: Roxette)
- 2023: Self Control (Original: Raf)